# Rui Costa (arbitre)
Pour les articles homonymes, voir Rui Costa et Costa.
Rui Costa, de son nom complet Rui Manuel Gomes da Costa, est un arbitre portugais de football né le 10 juin 1976  à Porto au (Portugal).
Il est arbitre depuis 1994. Il est promu dans le championnat portugais comme arbitre portugais de 1re catégorie lors de la saison 2003-2004.
Il fait partie de l'AF Porto.

## Statistiques
mis à jour à la fin de la saison 2008-2009
- 62 matches de 1re division portugaise.
- 76 matches de 2e division portugaise.